# Pascal Lejeune
 (juin 2020).
 (mars 2020).
Si vous disposez d'ouvrages ou d'articles de référence ou si vous connaissez des sites web de qualité traitant du thème abordé ici, merci de compléter l'article en donnant les références utiles à sa vérifiabilité et en les liant à la section « Notes et références ».
Pascal Lejeune est un auteur-compositeur-interprète et comédien canadien originaire de Pointe-Verte,situé au Nouveau-Brunswick, au Canada. Il est également connu sous son nom de plume Thomé Young.

## Carrière

### En musique
En août 2003, Lejeune participe au Gala de la chanson de Caraquet. Sa candidature est retenue dans deux catégories pour la grande finale, soit celles d'auteur-compositeur-interprète et d'auteur-compositeur. En novembre de la même année, lors de la FrancoFête en Acadie, à Moncton, il obtient le prix Acadie-RIDEAU pour la meilleure vitrine présentée dans le cadre de l'événement. Le mois suivant, il remporte la première place au concours Le choix du futur, de même que le prix de la meilleure composition, dans une radio privée de Moncton. Quelques mois plus tard, soit en février 2004, à sa participation à la Bourse RIDEAU à Québec, il fait fureur et remporte deux des principaux prix, soit le RADARTS/ROSEQ et le prix Étoile Galaxie. Un peu plus tard, lors de sa participation au ROSEQ, il remporte également deux prix.
Les années 2003 et 2004 ont donc été très occupées pour Lejeune. Sa musique l'emporte sur le sol européen où il donne des spectacles en France et en Belgique. Dans le cadre d'une tournée avec le Réseau Atlantique de diffusion des arts de la scène (RADARTS), il se produit sur différentes scènes dans les provinces maritimes et au Nouveau-Brunswick. Il a même eu l'occasion de faire la première partie des spectacles de Jamil, de Jean-François Breau et d'Ariane Moffatt. Il partage la scène dans le cadre d'une tournée duo dans les Maritimes avec le chanteur Christian Kit Goguen.
Quelques mois plus tard, il décide donc d’aller au bout de sa deuxième passion, la cuisine, et ouvre un bistrot. Le Café L’Artishow devient le lieu culturel par excellence de la région de Petit-Rocher.
À la fin de l’année 2006, Carol Doucet devient sa gérante et la productrice de son premier album.
Au printemps 2007, il est finaliste dans la catégorie auteur-compositeur-interprète au Festival en chanson de Petite-Vallée. Il y remporte le grand prix Artisti pour la meilleure interprétation des chansons créées pendant le Festival. Lors de la FrancoFête en Acadie 2007 où il présente une vitrine, il remporte le prix du Contact-Ontarois et celui du Festival international de la chanson de Granby. En même année, il fait paraître un premier album, Le commun de bordels.
Lejeune n’a pas beaucoup arrêté depuis le début de l’année 2008 alors que plus de 75 spectacles sont à son horaire. Il a notamment fait la tournée Tous les garçons dans dix-huit villes du Québec avec Luc De Larochellière, Alexandre Belliard et Tomás Jensen, une tournée Coup de cœur d’une dizaine de salles dans quatre provinces du Canada et une tournée du Réseau Ontario. Il s’est aussi produit aux Francofolies de Montréal, à quelques reprises dans le cadre du 400e anniversaire de Québec et il a fait partie du grand spectacle Passion Francophonie présenté dans le cadre du Sommet de la Francophonie à Québec. Il a également présenté quelques spectacles à Mars en chansons, en Belgique et aux Nuits Acadiennes de Paris.
En 2009, l’année débute avec une bourse de création du Conseil des arts du Nouveau-Brunswick, qui lui permet de travailler en janvier et février à l’écriture de son deuxième album. En avril, il entre en studio à Montréal avec le réalisateur Yves Desrosiers. Ensemble, ils concoctent ce qui va devenir Adélaïde, lancé le 12 août à Caraquet et le 15 septembre à Montréal.
Également en 2009, il est le récipiendaire du prix de l'auteur-compositeur de la Francophonie canadienne remis par la Société professionnelle des auteurs et compositeurs du Québec.
Lejeune a été choisi pour présenter une vitrine internationale au Alors... Chante ! de Montauban, en France, en mai 2010. Il fait partie des Découvertes Montauban 2010.
Lejeune a remporté le Prix Éloizes 2010 dans la catégorie « Artiste de l'année en musique » et le Prix du public de Radio-Canada. Il était également en nomination dans la catégorie « Artiste s'étant le plus illustré à l'extérieur de l'Acadie ». La soirée des Prix Éloizes a eu lieu à Moncton le 1er mai 2010.

### Au cinéma et à la télévision
En tant que musicien. Lejeune apparaît dans plusieurs séries télévisées. Il apparaît deux fois dans Pour l'amour du country animé par Patrick Norman. Sa première performance remonte à 2010 et la deuxième en 2014. Il apparaît comme Thomé Young en 2019 dans Balade et en 2020 dans Tout simplement country animé par Guylaine Tanguay.
En tant qu'acteur, Lejeune apparaît dans deux séries télévisées et une pour le téléfilm. En 2019, il prend le rôle de Simon en Consequences et dans la deuxième saison Les Newbies, il joue le rôle de Rino. En 2019, il entreprend également le rôle de Pierre Cormier dans le film réalisé par Denise Bouchard et Gilles Doiron appelé Pour mieux t'aimer. Il incarne un homme qui vit avec son père et son frère dans la petite communauté de Maisonnette Nouveau-Brunswick, confronté aux pressions de déménager vers l'ouest tandis qu'un mystère se dévoile concernant la mystérieuse disparition de sa mère trente ans auparavant.

## Discographie
- 2007 : Le Commun des bordels
- 2009 : Adélaïde
- 2012 : Le bruit des machines

### Sous le pseudonyme de Thomé Young
- 2014 : Victoria
- 2017 : Patsy